# Tempête tropicale Emilia (2006)
La tempête tropicale Emilia est le 5e cyclone tropical de la saison cyclonique 2006 pour le bassin nord-est de l’océan Pacifique. Le nom Emilia avait déjà été utilisé en 1978, 1982, 1988, 1994 et 2000.

## Chronologie
Le 21 juillet 2006, une dépression tropicale a formé d'une perturbation tropicale au sud-ouest de la côte de l'Amérique centrale.